# Soman
Soman (ook bekend als GD) is een aan sarin verwant zenuwgas. De organofosforverbinding werd oorspronkelijk ontwikkeld als pesticide of insecticide in 1944 (tijdens de Tweede Wereldoorlog) in Duitsland.
De zuivere stof komt voor als een kleurloze vloeistof met een kamferachtige geur. Bij gebruik op het slagveld wordt het verneveld: het is geen gas. De dodelijke dosis voor mensen bedraagt ongeveer 0,01 mg/kg lichaamsgewicht.

## Geschiedenis
Soman behoort tot de chemische wapens waartoe ook tabun en sarin behoren. Bij de ontwikkeling van deze stoffen werd duidelijk hoe giftig de stoffen zijn. Ze zijn in eerste instantie ontwikkeld als pesticiden en insecticiden en daarna als chemische wapens door Wolfgang Wirth. Soman werd in 1944 in Duitsland ontwikkeld door Richard Kuhn.

## Synthese
De synthese van soman vertrekt van dimethylmethylfosfonaat (1), dat met thionylchloride reageert tot methylfosfonzuurdichloride (2). Dit dichloride wordt met waterstoffluoride omgezet tot het difluoride (3):
Het ontstane methylfosfonzuurdifluoride wordt met 3,3-dimethylbutan-2-ol gemengd, waardoor soman gevormd wordt. De synthesemethode is zeer gelijkwaardig aan die van sarin.

## Toxicologie en veiligheid
Soman werkt net als andere zenuwgassen op het enzym acetylcholinesterase. Het is met name een zeer krachtige inhibitor van acetylcholinesterase: het bindt met een serineresidu, waarbij het fluoride als leaving group dient. Daardoor ontstaat een ester, die ervoor zorgt dat acetylcholinesterase het acetylcholine niet meer kan afbreken. Op die manier stapelt het zich op in de synaps. Acetylcholine is een belangrijke neurotransmitter, die vooral betrokken is bij de impulsoverdracht van de zenuw naar de skeletspiercellen. Opstapeling zorgt er dus voor dat de spiercellen zich niet meer voldoende kunnen ontspannen en dit leidt onder meer tot stuiptrekkingen.
Soman kan opgenomen worden door de huid, de luchtwegen en door de ogen. Soman is goed oplosbaar in water en kan dus ook door middel van besmet water opgenomen worden. Bij opname via de luchtwegen zullen de symptomen binnen een paar seconden merkbaar zijn. Voor de vloeibare vorm van soman kan dit verschillen tussen een paar minuten tot 18 uur. Ondanks dat soman zo gevaarlijk is, is het kort effectief en blijft daardoor niet lang in de omgeving. In vergelijking met VX is soman veel gevaarlijker, VX blijft echter langer effectief.
Door het overstimuleren van de acetylcholinereceptoren treden er allerlei effecten op. De gevaarlijkste zijn het falen van de ademhaling en het hart. De effecten van vergiftiging met organofosforverbindingen variëren in snelheid van optreden, ernst en aanhoudendheid. De symptomen die acuut optreden zijn trillen, onregelmatige samentrekkingen van spieren en het stokken van de ademhaling.